# リベンジ (テレビドラマ)
『リベンジ』（原題：Revenge）は、マデリーン・ストウとエミリー・ヴァンキャンプの主演でアメリカ合衆国ABCで放送されたテレビドラマシリーズ。アメリカでは2011年9月21日に本放送を開始し、シーズン1は東部時間午後10時/中西部時間午後9:00の水曜日の夜に、シーズン2は東部時間午後9時/中西部時間午後8:00の日曜日夜に放送されていた。
2012年5月10日、ABCは2012年9月30日よりこのドラマシリーズのシーズン2の放送時間をそれまで『デスパレートな妻たち』が放映されていた日曜夜の東部時間午後9時/中西部時間午後8:00の時間帯に移動させることを発表した。
2014年5月、ABCは2014年から2015年にかけて更新するドラマを発表し、「リベンジ」についても新シーズンを製作することを明らかにしたが、
2015年4月、放映中のシーズン4をもって番組を終了することが明らかになり、最終回が5月10日に放送された。

## 概要

### あらすじ
エミリー・ソーン （エミリー・ヴァンキャンプ）は、明るい夏を楽しむため、ハンプトンズに来て、グレイソン家の隣の家を借りた。その後、エミリーは少女時代にハンプトンズにいたことが明らかになる。実は、エミリーの本名はアマンダ・クラークであり、彼女の父は無実の罪を着せられて終身刑になったのである。エミリーは父と別離し、二度と会うことはなかった。今、彼女はハンプトンズに戻り、彼女と父親に罪を被せた人々への復讐を始める。
エミリーが計画を実行に移し、父を裏切った人々を破滅させるため、上流階級でうまく立ち回ろうとする。しかし、計画が進むにつれ、彼女自身に複雑な感情が芽生え、動機と行動に疑問を持つのであった。

### 作品評価
パイロット版は、Amazon.comのタブレット端末であるKindleとのタイアップで、ABCのサイトで配信され、全ての重要な年代(18-49歳)の広告デモグラフィックにおける3.3ニールセンレーティングを集めた後、ABCによりフルシーズン制作が決定された。
また、他のネットワーク(CBS, FOX, CW, NBC)の18～34歳のデモグラフィックにおいても常にその時間帯で勝利している。『LOST』の2006-2007シーズン以来、水曜日午後10時の時間帯におけるABCの最高視聴率を得ており、LOSTがその時間帯から去って以来4年ぶりに18-49歳デモグラフィックで同等の高視聴率を達成したシリーズである。
マデリーン・ストウは2012年ゴールデングローブ賞で最優秀主演女優にノミネートされ、また、本シリーズは2012年ピープルズ・チョイス・アワードでお気に入りの新ドラマにノミネートされた。

## キャスト

### メインキャスト
エミリー・ソーン（偽名） / アマンダ・クラーク（本名）
演 - エミリー・ヴァンキャンプ（幼少時代：エミリー・アリン・リンド）、日本語吹替 - 芦名星（幼少時代：久野美咲）
本名アマンダ・クラーク。父親をテロリストに仕立てた人々への復讐のために、裕福な慈善事業家エミリー・ソーンとしてハンプトンズに戻る。非常に知的であり、格闘術にも長けている。父の名誉を挽回することと、父を騙した者たちを失脚させることに心血を注ぐ。ダニエル・グレイソンと婚約中である。
ビクトリア・グレイソン
演 - マデリーン・ストウ、日本語吹替 - 山像かおり
「ハンプトンズの女王」と称される、コンラッド・グレイソンの妻で、ダニエルとシャーロットの母。かつて、アマンダの父デヴィッド・クラークを深く愛していたが、コンラッドとフランクにより、デビッドを無実の罪に陥れる陰謀に加担させられた。その結果、ビクトリアはエミリーの最大の敵となり、エミリーの正体を知らないものの、若くて完璧なエミリーに不信感をぬぐえず、信頼せずにいる。ビクトリアは冷淡に他人を操り他人の感情を解さない人物と描かれているが、内面では彼女がデビッドに対して行った仕打ちに対する罪悪感と自分の家族を守るためだと示される。
ジャック・ポーター
演 - ニック・ウェクスラー（幼少時代：ニコラス・スタージェル）、日本語吹替 - 綱島郷太郎
エミリー（本名アマンダ）の幼なじみ。ボランティアのためにハイチに向かう直前に父親が急死し、弟デクランの法的保護者となったことと父の遺した店ストア・ウェイを続けていくために、ハンプトンズに残った。本物のエミリー・ソーン（偽名アマンダ・クラーク）と知り合い、ボーイフレンドになる。アマンダを探しに海岸に行き、殺人事件に巻き込まれる。
ノーラン・ロス
演 - ガブリエル・マン、日本語吹替 - 三木眞一郎
天才ソフトウェア発明家であり、コンピュータハッカー。その資産は長者番付のトップ10に入る。キャロル・ミラーの紹介でデヴィッドと出会う。ノーランが事業を興す際、ノーランの可能性に賭けて自分の資産を投資してくれたデヴィッドに恩を感じ、エミリーの復讐計画を手伝う。エミリーとは兄妹のような関係である。その為、エミリーに復讐を止めて幸せになってほしいと願う想いもある。またジャックやデクランに対しても、エミリーとグレイソン家の争いに巻き込まれないように、しばしば手をまわしている。
コンラッド・グレイソン
演 - ヘンリー・ツェニー、日本語吹替 - 牛山茂
ビクトリアの夫であり、ダニエル・グレイソンの父親。グレイソン・グローバルの現在のCEOであり、デビッド・クラークの元上司でもある。ビクトリアの元親友リディア・デイヴィスと愛人関係にあった。コンラッドは、デビッド・クラークがテロ組織に資金を提供したとして有罪になった飛行機事故の真の責任者であるが、フランクとビクトリアの協力によりクラークを犯人に仕立てた。
ダニエル・グレイソン
演 - ジョシュ・ボウマン、日本語吹替 - 中田隼人
ビクトリアとコンラッドの長男。エミリーと恋に落ち後に婚約する。ダニエルは裕福なプレイボーイであるが倫理観を持ち、家族がグレイソン・グローバルの次期CEOに彼を迎えようとすることに密かに躊躇している。
シャーロット・グレイソン
演 - クリスタ・B・アレン、日本語吹替 - 岡田栄美
グレイソン家の長女。デクランに惹かれ付き合うようになる。実はビクトリアとデヴィッドの間に生まれた娘（エミリーの異母妹）だが、ビクトリアはそれを隠し通してきた。しかし、記者のトレッドウェルのインタビューテープから発覚してしまう。
デクラン・ポーター
演 - コナー・パオロ、日本語吹替 - 須藤翔
ジャック・ポーターの弟。シャーロット・グレイソンのボーイフレンド。
アシュリー・ダベンポート
演 - アシュリー・マデクウェ、日本語吹替 - 根本圭子
エミリーの（見かけ上の）親友で、主にビクトリアの秘書的な役割を務めるグレイソン家の従業員。忠実であるが、セレブの仲間入りを切望する野心的な面も見せる。

### 準レギュラーキャスト
デヴィッド・クラーク
ジェームズ・タッパー、日本語吹替 - 河本邦弘
アマンダの父親で故人。グレイソン・グローバルで成功した幹部でありながら、ビクトリアと不倫関係にあった。親切で寛大な男で、アマンダの献身的な父親であった。コンラッド、フランク、ビクトリアらの姦計に嵌り、信頼していた友人や同僚たちにも裏切られ、彼らからのでっち上げによってテロリストの資金調達責任者にされ、テロと殺人のかどで逮捕・投獄された。
アマンダ・クラーク（偽名） / エミリー・ソーン（本名）
演 - マルガリータ・レヴィエヴァ、日本語吹替 - 佐古真弓
本名エミリー・ソーン。少年院で知り合ったアマンダ・クラークと身分を交換することに同意する。カラ・ウィルキンス（エミリー/アマンダの母親の名前）も使用するが、ジャックに対してはアマンダ個人として感情を寄せている。
リディア・デイヴィス
演 - アンバー・ヴァレッタ、日本語吹替 - 込山順子
ビクトリアの元親友で、コンラッドの愛人。デヴィッド・クラークの元秘書であり、デヴィッドの裁判で偽証したため、エミリーが最初に復讐の標的とした人物。フランクともみ合った末にバルコニーから転落し重傷を負ったが、転落前後の記憶を失い、グレイソン家に回復するまで滞在した。ビクトリアに軟禁されていることを知ったコンラッドにより連れ出された後、姿を見られていない。
タイラー・バロル
演 - アシュトン・ホームズ、日本語吹替 - 高橋英則
ダニエルのハーバード時代の友人。グレイソン・グローバルの仕事を得るためにダニエルと一緒にハンプトンズに来る。エミリーとノーランの罠にかかり、ダニエルらグレイソン一家から信用を失い、エミリーを恨んでいる。
両親はなく、現在は兄が法的保護者となっている。ある精神疾患を患っており、薬が切れると興奮したら手がつけられない乱暴者となってしまう。
フランク・スティーブンス
演 - マックス・マーティーニ、日本語吹替 - 佳月大人
グレイソン家の警備責任者で元FBI捜査官。コンラッドとともにデヴィッド・クラークにテロリストの資金提供の濡れ衣を着せ、ビクトリアに嘘の証言を強要した。ビクトリアに恋愛感情を持っていることが後にコンラッドに知られ解雇される。追い詰められた末、グレイソン家の信用を取り戻すためにエミリーの正体を暴こうとした矢先、本物のエミリー・ソーンによって殺害された。
サトシ・タケダ
演 - 真田広之（シーズン1）→ ケイリー＝ヒロユキ・タガワ（シーズン2）
投資会社の日本人CEO。デヴィッドの友人であり、エミリーに復讐の心得や武術を教えた恩師である。
エドワード・グレイソン
演 - ウィリアム・ディヴェイン、日本語吹替 - 樋浦勉
グレイソン・グローバルの創業者で取締役会長、同社の元CEOでコンラッドの父親である。会社と一族の名声の評判と地位を守ることに情熱をそそぐ。
シャロン・スタイルズ
演 - CCH・パウンダー、日本語吹替 - 磯辺万沙子
元少年院看守。後にエミリーの協力者であることが明らかになる。
ライアン・ハント
演 - ジェームズ・マキャフリー、日本語吹替 - 金尾哲夫
ビクトリアの離婚弁護士で、和解中にコンラッドの評判を貶める違法行為に手を染める。最終的に両者の信用をなくし、ビクトリアに解雇される。また、デヴィッド・クラークの弁護人でもあった。当初はエミリーの復讐の標的と示唆されたが、実はクラークの無実を信じるエミリーの協力者であることが後に明かされる。
ベンジャミン・ブルックス
演 - コートニー・B・ヴァンス、日本語吹替 - 大川透
タイラー・バロルの殺人事件でダニエルを弁護するために雇われた弁護士。
レオ・"メイソン"・トレッドウェル
演 - ロジャー・バート、日本語吹替 - 原康義
著名なノンフィクション作家。デヴィット・クラークに関する取材中、デヴィッド本人や幼少のエミリーを取材したが、グレイソン家に買収され、著書の中でデヴィッド・クラークについて嘘の内容を書いた。エミリーによって、デヴィッド・クラークとエミリーのインタビューテープを盗まれ、家を放火された。
マルゴー・ルマルシャル
演 - カリーヌ・ヴァナッス、日本語吹替 - 久嶋志帆
ファッション誌ヴーレのアメリカ支社長。ヴーレ本社オーナーであるパスカルの娘。ダニエル・グレイソンの幼馴染。自分の働きを認めようとしない父に不満を持つ。ある時期から、ジャック・ポーターと個人的関係を築いていくが・・・。
ルイーズ・エリス
演 - エレナ・サチン、日本語吹替 - 豊口めぐみ
精神病院に送られたヴィクトリアと同室になった女。ヴィクトリアが脱走した後に退院し、ヴィクトリアに近づこうと画策する。
ベン・ハンター
演 - ブライアン・ハリセイ、日本語吹替 - 鶴岡聡
警官。ジャックの同僚で相棒。

## エピソード

### シーズン1
- アメリカ : 2011年9月21日 - 12月7日、2012年1月4日 - 2月29日、4月11日 - 5月23日(毎週水曜日 22:00 - (東部標準時))[6]
- 日本（Dlife）
  - 吹替版：2012年3月17日 - 8月18日、2013年3月16日（土曜日 21:00 - 22:00(JST)）
  - 字幕版：2012年3月23日 - 8月24日、2013年3月22日（金曜日 23:00 - 23:54(JST)）

|        | タイトル（邦題）                       | 原題               | 監督                             | 脚本 （第17話を除く）                                                      |
| ------ | -------------------------------------- | ------------------ | -------------------------------- | -------------------------------------------------------------------------- |
| 第1話  | 幕開け                                 | Pilot              | フィリップ・ノイス               | マイク・ケリー                                                             |
| 第2話  | 崩壊                                   | Trust              | フィリップ・ノイス               | マイク・ケリー ジョー・ファッチオ                                          |
| 第3話  | 密告                                   | Betrayal           | マット・アール・ビーズリー       | サルバトール・スタビル                                                     |
| 第4話  | 告白                                   | Duplicity          | マット・シャクマン               | ウェンディ・カルホーン                                                     |
| 第5話  | 悔恨                                   | Gulit              | ケネス・フィンク                 | ニキ・トスカーノ                                                           |
| 第6話  | 誤算                                   | Intrigue           | ティム・ハンター                 | ダン・ドウォーキン ジェイ・ビーティ                                        |
| 第7話  | 虚偽                                   | Charade            | サンフォード・ブックステイヴァー | マーク・B・ペリー ジョー・ファッチオ                                       |
| 第8話  | 記憶                                   | Treachery          | ボビー・ロス                     | ライアン・スコット                                                         |
| 第9話  | 秘密                                   | Suspicion          | ベサニー・ルーニー               | サルバトール・スタビル                                                     |
| 第10話 | 阻害                                   | Loyalty            | J・ミラー・トービン              | ウェンディ・カルホーン ニキ・トスカーノ                                    |
| 第11話 | 脅迫                                   | Duress             | ジェイミー・バビット             | エル・トライドマン                                                         |
| 第12話 | 汚名                                   | Infamy             | マット・アール・ビーズリー       | ダン・ドウォーキン ジェイ・ビーティ                                        |
| 第13話 | 覚悟                                   | Commitment         | ケネス・フィンク                 | マーク・B・ペリー リズ・タイゲラー                                         |
| 第14話 | 知覚                                   | Perception         | ティム・ハンター                 | ニキ・トスカーノ サリー・パトリック                                        |
| 第15話 | 混沌                                   | Chaos              | サンフォード・ブックステイヴァー | マーク・フィッシュ ジョー・ファッチオ                                      |
| 第16話 | 同盟                                   | Scandal            | ケネス・フィンク                 | エル・トライドマン                                                         |
| 総集編 | 終わりの始まり                         | From the Beginning |                                  |                                                                            |
| 第17話 | 疑惑                                   | Doubt              | マット・アール・ビーズリー       | Story by: マイク・ケリー Teleplay by: ダン・ドウォーキン、ジェイ・ビーティ |
| 第18話 | 正義                                   | Justice            | ボビー・ロス                     | リズ・タイゲラー サリー・パトリック                                        |
| 第19話 | 赦免                                   | Absolution         | サンフォード・ブックステイヴァー | ニキ・トスカーノ テレサ・レベック                                          |
| 第20話 | 遺産                                   | Legacy             | エリック・ラニュービル           | ダン・ドウォーキン ジェイ・ビーティ                                        |
| 第21話 | 悲嘆                                   | Fear               | ランドール・ジスク               | マーク・フィッシュ ジョー・ファッチオ                                      |
| 第22話 | 制裁                                   | Reckoning          | サンフォード・ブックステイヴァー | マイク・ケリー マーク・B・ペリー                                           |
| 総集編 | 1時間でわかるリベンジ シーズン1 総集編 | The First Chapter  |                                  |                                                                            |

### シーズン2
- アメリカ : 2012年9月30日 - 2013年5月12日(毎週日曜日 21:00 - (東部標準時))
- 日本 (Dlife)
  - 吹替版：2013年3月23日 - 8月10日（土曜日 22:00 - 22:54(JST)）[7]
  - 字幕版：2013年3月29日 - 8月16日（金曜日 23:00 - 23:54(JST)）[8]

|        | タイトル（邦題） | 原題          | 監督                        | 脚本                                         |
| ------ | ---------------- | ------------- | --------------------------- | -------------------------------------------- |
| 第1話  | 運命             | Destiny       | ケネス・フィンク            | マイク・ケリー マーク・B・ペリー             |
| 第2話  | 復活             | Resurrection  | デイヴィット・グロスマン    | サリー・パトリック                           |
| 第3話  | 信頼             | Confidence    | J・ミラー・トービン         | グレッチェン・J・ベルグ アーロン・ハーバーツ |
| 第4話  | 直観             | Intuition     | ランドール・ジスク          | ダン・ドウォーキン ジェイ・ビーティ          |
| 第5話  | 容赦             | Forgiveness   | マット・アール・ビーズリー  | スニル・ネイヤー                             |
| 第6話  | 幻想             | Illusion      | ボビー・ロス                | マイケル・フォーレイ                         |
| 第7話  | 贖罪             | Penance       | コリン・バックシー          | エル・トライドマン                           |
| 第8話  | 起源             | Lineage       | クリストファー・ニシアーノ  | ニキ・トスカーノ                             |
| 第9話  | 露見             | Revelations   | ケネス・フィンク            | テッド・サリバン                             |
| 第10話 | 権力             | Power         | ロジャー・カンブル          | ジョー・ファッチオ                           |
| 第11話 | 妨害             | Sabotage      | ジョン・スコット            | ダン・ドウォーキン ジェイ・ビーティ          |
| 第12話 | 結託             | Collusion     | マット・シャクマン          | サリー・パトリック スニル・ネイヤー          |
| 第13話 | 結婚             | Union         | ウェンディ・スタンツラー    | マイケル・フォーレイ テッド・サリバン        |
| 第14話 | 犠牲             | Sacrifice     | ステファン・シュワルツ      | マーク・B・ペリー ジョー・ファッチオ         |
| 第15話 | 報復             | Retribution   | ヘレン・ハント              | ニキ・トスカーノ エル・トライドマン          |
| 第16話 | 露呈             | Illumination  | ボビー・ロス                | マイケル・フォーレイ サリー・パトリック      |
| 第17話 | 勝利             | Victory       | コリン・バックシー          | ダン・ドウォーキン ジェイ・ビーティ          |
| 第18話 | 仮面             | Masquerade    | アリソン・リッディ=ブラウン | スニル・ネイヤー ジェシカ・ジェームス        |
| 第19話 | 本性             | Identity      | チャーリー・ストラットン    | ジョー・ファッチオ テッド・サリバン          |
| 第20話 | 婚約             | Engagement    | ジョン・ターレスキー        | エル・トライドマン サリー・パトリック        |
| 第21話 | 真実 前編        | Truth, Part 1 | ランドール・ジスク          | マイケル・フォーレイ ニキ・トスカーノ        |
| 第22話 | 真実 後編        | Truth, Part 2 | J・ミラー・トービン         | マイク・ケリー マーク・B・ペリー             |

### シーズン3
- アメリカ
  - 2013年9月29日 - 2014年3月2日(毎週日曜日 21:00 - (東部標準時))
  - 2014年3月9日 - 5月11日(毎週日曜日 22:00 - (東部標準時))
- 日本 (Dlife)
  - 吹替版：2014年3月8日 - 8月2日（土曜日 21:00 - 22:00(JST)）[9]
  - 字幕版：2014年3月14日 - 8月8日（金曜日 26:00 - 27:00(JST)）[9][10]

|        | タイトル（邦題） | 原題        | 監督                           | 脚本                                         |
| ------ | ---------------- | ----------- | ------------------------------ | -------------------------------------------- |
| 第1話  | 恐怖             | Fear        | ケネス・フィンク               | スニル・ネイヤー                             |
| 第2話  | 原罪             | Sin         | ジョン・スコット               | ジョー・ファッチオ                           |
| 第3話  | 懺悔             | Confession  | マット・アール・ビーズレイ     | サリー・パトリック                           |
| 第4話  | 慈悲             | Mercy       | J・ミラー・トービン            | カリン・ギスト                               |
| 第5話  | 支配             | Control     | アリソン・リッディ=ブラウン    | テッド・サリバン                             |
| 第6話  | 分解             | Dissolution | ボビー・ロス                   | グレッチェン・J・ベルグ アーロン・ハーバーツ |
| 第7話  | 復帰             | Resurgrence | ジョン・スコット               | クリストファー・ファイフ                     |
| 第8話  | 禁断             | Secrecy     | コリン・バックシー             | サリー・パトリック ジェシカ・ジェームス      |
| 第9話  | 降伏             | Surrender   | ジェニファー・ゲッツィンジャー | ジョー・ファッチオ                           |
| 第10話 | 脱出             | Exodus      | ケネス・フィンク               | スニル・ネイヤー カリン・ギスト              |
| 第11話 | 生還             | Homecoming  | マット・アール・ビーズレイ     | テッド・サリバン                             |
| 第12話 | 忍耐             | Endurance   | サンフォード・ブックステイバー | サリー・パトリック                           |
| 第13話 | 憎悪             | Hatred      | ジョン・ターレスキー           | グレッチェン・J・ベルグ アーロン・ハーバーツ |
| 第14話 | 回帰             | Payback     | ロメオ・ティローン             | スニル・メイヤー クリストファー・ファイフ    |
| 第15話 | 苦悩             | Struggle    | クリストファー・ミシアーノ     | マイケル・J・シンキューマニ                  |
| 第16話 | 屈辱             | Disgrace    | マット・シャックマン           | シャノン・ゴス                               |
| 第17話 | 依存             | Addiction   | タラ・ニコル・ワイア           | ジョー・ファッチオ                           |
| 第18話 | 帰郷             | Blood       | ウェンディ・スタンツラー       | カリン・ギスト                               |
| 第19話 | 盟友             | Allegiance  | ジェニファー・ウィルキンソン   | テッド・サリバン                             |
| 第20話 | 革命             | Revolution  | クリストファー・ムーア         | スニル・ネイヤー マイケル・J・シンキューマニ |
| 第21話 | 監禁             | Impetus     | J・ミラー・トービン            | グレッチェン・J・ベルグ アーロン・ハーバーツ |
| 第22話 | 処刑             | Execution   | ケネス・フィンク               | スニル・ネイヤー ジョー・ファッチオ          |

### シーズン4
- アメリカ
  - 2014年9月28日 - 2015年5月10日(毎週日曜日 22:00 - (東部標準時))
- 日本 (Dlife)
  - 吹替版：2015年4月12日 - 2015年9月13日（毎週日曜日 23:00 - 00:00(JST)）
  - 字幕版：2015年4月18日 - 2015年9月19日（毎週土曜日 27:00 - 28:00(JST)）

|        | タイトル（邦題） | 原題          | 監督                         | 脚本                                          |
| ------ | ---------------- | ------------- | ---------------------------- | --------------------------------------------- |
| 第1話  | 再生             | Renaissance   | ジョン・ターレスキー         | スニル・ネイヤー サリー・パトリック           |
| 第2話  | 暴露             | Disclosure    | ケネス・フィンク             | ジョー・ファッチオ                            |
| 第3話  | 焼跡             | Ashes         | コリン・バックシー           | アレックス・タウブ                            |
| 第4話  | 流星             | Meteor        | J・ミラー・トービン          | カリン・ギスト                                |
| 第5話  | 波紋             | Repercussions | ケイト・ウッズ               | テッド・サリバン                              |
| 第6話  | 打撃             | Damage        | ジョン・ターレスキー         | クリストファー・ファイフ サリー・パトリック   |
| 第7話  | 奇襲             | Ambush        | ハネル・カルペッパー         | シャノン・ゴス                                |
| 第8話  | 接触             | Contact       | ポール・ホラハン             | ジョー・ファッチオ                            |
| 第9話  | 諜報             | Intel         | ウェンディ・スタンツラー     | カリン・ギスト                                |
| 第10話 | 代償             | Atonement     | ジョン・ターレスキー         | テッド・サリバン                              |
| 第11話 | 追悼             | Epitaph       | ボビー・ロス                 | アレックス・タウブ                            |
| 第12話 | 執念             | Madness       | マット・シャックマン         | サリー・パトリック                            |
| 第13話 | 誘拐             | Abduction     | ジョン・スコット             | クリストファー・ファイフ                      |
| 第14話 | 系譜             | Kindred       | コリン・バックシー           | ナンシー・キウ                                |
| 第15話 | 獲物             | Bait          | タイ・トゥルリンガー         | シャノン・ゴス                                |
| 第16話 | 怨恨             | Retaliation   | アルリック・ライリー         | ジェシー・ラスキー                            |
| 第17話 | 喪失             | Loss          | ヘレン・ハント               | ジョー・ファッチオ                            |
| 第18話 | 決断             | Clarity       | アリソン・リッディ=ブラウン  | カリン・ギスト                                |
| 第19話 | 激白             | Exposure      | ジェニファー・ウィルキンソン | ウィルソン・ポロック アンドリュー・ステイアー |
| 第20話 | 炎上             | Burn          | ケネス・フィンク             | テッド・サリバン                              |
| 第21話 | 余波             | Aftermath     | ロブ・J・グリーンリー        | シャノン・ゴス クリストファー・ファイフ       |
| 第22話 | 懇願             | Plea          | J・ミラー・トービン          | アレックス・タウブ                            |
| 第23話 | 墓穴             | Two Graves    | ジョン・ターレスキー         | ジョー・ファッチオ                            |

## 放送局
シーズン1
| 放送地域       | 放送局       | 放送期間                      | 放送日時               | 放送系列       | 備考      |
| -------------- | ------------ | ----------------------------- | ---------------------- | -------------- | --------- |
| 日本全域       | Dlife        | 2012年3月17日 - 8月18日       | 毎週土曜 21:00 - 22:00 | BS放送         | 吹替版    |
| 日本全域       | Dlife        | 2012年3月23日 - 8月24日       | 毎週金曜 23:00 - 23:54 | BS放送         | 字幕版    |
| 近畿広域圏     | 朝日放送     | 2013年3月20日 - 9月4日        | 毎週水曜 01:38 - 02:38 | テレビ朝日系列 | 2か国語版 |
| 香川県・岡山県 | 西日本放送   | 2013年7月11日 -12月11日       | 毎週木曜 01:33 - 02:33 | 日本テレビ系列 | 2か国語版 |
| 熊本県         | 熊本放送     | 2013年8月21日 -               | 毎週木曜 01:33 - 02:33 | TBS系列        | 2か国語版 |
| 北海道         | テレビ北海道 | 2013年10月2日 -               | 毎週水曜 12:05 - 13:00 | テレビ東京系列 | 2か国語版 |
| 福岡県         | TVQ九州放送  | 2013年10月6日 -               | 毎週日曜 01:00 - 01:55 | テレビ東京系列 | 2か国語版 |
| 宮城県         | 仙台放送     | 2013年10月11日 -              | 毎週金曜 01:30 - 02:30 | フジテレビ系列 | 2か国語版 |
| 関東広域圏     | 日本テレビ   | 2013年10月16日 - 2014年4月2日 | 毎週水曜 01:59 - 02:54 | 日本テレビ系列 | 2か国語版 |
| 福井県         | 福井テレビ   | 2013年10月18日 -              | 毎週金曜 02:00 - 02:55 | フジテレビ系列 | 2か国語版 |
| 中京広域圏     | メ～テレ     | 2013年11月19日 -              | 毎週火曜 01:59 - 02:54 | テレビ朝日系列 | 2か国語版 |

シーズン2
| 放送地域   | 放送局      | 放送期間                | 放送日時                | 放送系列       | 備考      |
| ---------- | ----------- | ----------------------- | ----------------------- | -------------- | --------- |
| 日本全域   | Dlife       | 2013年3月23日 - 8月10日 | 毎週土曜 22:00 - 22:54  | BS放送         | 吹替版    |
| 日本全域   | Dlife       | 2013年3月29日 - 8月16日 | 毎週金曜 23:00 - 23:54  | BS放送         | 字幕版    |
| 近畿広域圏 | 朝日放送    | 2014年2月26日 -         | 毎週水曜 01:39 - 02:39  | テレビ朝日系列 | 2か国語版 |
| 福岡県     | TVQ九州放送 | 2014年6月9日 -          | 毎週火曜 01:00 - 01:55  | テレビ東京系列 | 2か国語版 |
| 鹿児島県   | 南日本放送  | 2014年7月3日 -          | 毎週金曜 0 0:50 - 01:45 | TBS系列        | 2か国語版 |
| 中京広域圏 | メ～テレ    | 2014年10月20日 -        | 毎週火曜 01:59 - 02:54  | テレビ朝日系列 | 2か国語版 |

シーズン3
| 放送地域   | 放送局   | 放送期間                      | 放送日時               | 放送系列       | 備考      |
| ---------- | -------- | ----------------------------- | ---------------------- | -------------- | --------- |
| 日本全域   | Dlife    | 2014年3月8日 - 8月2日         | 毎週土曜 21:00 - 22:00 | BS放送         | 吹替版    |
| 日本全域   | Dlife    | 2014年3月14日 - 8月8日        | 毎週土曜 02:00 - 03:00 | BS放送         | 字幕版    |
| 中京広域圏 | メ～テレ | 2015年6月29日 - 2015年12月7日 | 毎週火曜 01:59 - 02:59 | テレビ朝日系列 | 2か国語版 |

## Dlifeにおける特別編成

### オール アバウト リベンジ ナイト
Dlifeスペシャル オール アバウト リベンジ ナイト（ディーライフスペシャル オール アバウト リベンジ ナイト）とは、2012年6月23日17:00 - 22:00(JST)にかけてDlifeで放送された特別編成である。
「6月23日は復讐の原点へ…」と題し、物語の起点となる第一話から第四話までの再放送、第十四話までをトーク形式で振り返る特別番組、第十五話の本放送で構成されている。
この編成に合わせて、エミリー・ヴァンキャンプが出演した「エレンの部屋」が特別編成の前座として放送されている。
特別編成とその前後の番組
この編成で放送された番組は以下の表の通りである。
| 時刻  | 6月23日のタイトル                                                                   | 備考                                                                                |
| ----- | ----------------------------------------------------------------------------------- | ----------------------------------------------------------------------------------- |
| 14    | Dlife CINEMA 理想の彼氏                                                             |                                                                                     |
| 15    | Dlife CINEMA 理想の彼氏                                                             |                                                                                     |
| 16    | エレンの部屋                                                                        | 字幕版 ゲスト : エミリー・ヴァンキャンプ                                            |
| 17:00 | リベンジ 第一話                                                                     |                                                                                     |
| 17:50 | リベンジ 第二話                                                                     |                                                                                     |
| 18:40 | リベンジ 第三話                                                                     |                                                                                     |
| 19:30 | リベンジ 第四話                                                                     |                                                                                     |
| 20:20 | リベンジ いよいよ今夜謎が!おさらいSP                                                | 出演者:小島奈津子、前田典子                                                         |
| 21    | リベンジ 第十五話                                                                   |                                                                                     |
| 22    | クローザー シーズン2 第二話                                                         |                                                                                     |
| 注釈  | 字幕版を除き、二ヶ国語放送もしくは日本語のみの放送 背景色がピンクの個所は特別編成枠 | 字幕版を除き、二ヶ国語放送もしくは日本語のみの放送 背景色がピンクの個所は特別編成枠 |

### リベンジ サタデー
リベンジ サタデー(Revenge Saturday)とは、2013年2月2日から3月9日までDlifeで放送された特別編成である。2013年3月23日から放送開始のリベンジ シーズン2の放送を目前に、シーズン1本編を再放送した編成で、ニッポン放送とのタイアップ企画の一環でもある。
また、ミッツ・マングローブが出演して、毎週25,000円分の商品券が8名にあたる懸賞の告知も行われた。
放送日時
- 毎週土曜日18:00 - 21:00（2013年2月2日、2月9日）- 第1話から第6話まで[23]
- 毎週土曜日18:00 - 22:00（2013年2月16日 - 3月9日）- 第7話から第22話まで[23]

### リベンジウィーク 沈没への序章
特別編成 「リベンジウィーク 沈没への序章」（ - ちんぼつ - じょしょう、Revenge Week The Secret of the Sunken Ship）とは、2013年6月10日から6月15日にかけてDlifeで放送された特別編成である。
「6月15日アマンダ号は沈没する」と題し、「リベンジ」シーズン2前半のクライマックスを迎え、後半の展望をうかがうストーリーとなる第13話と第14話の放送にあたり、まだ本作を観てなくても楽しめるよう、第1話から第12話までの再放送と、第13話と第14話の放送を迎える構成になっている。
放送時間
- 月曜日 - 金曜日19:00 - 21:00（2013年6月10日 - 6月14日）- 第1話から第10話までの吹き替え版の再放送[24][25][26]
- 火曜日 - 土曜日2:00 - 4:00（2013年6月11日 - 6月15日）- 第1話から第10話までの字幕版の再放送[24][25][26]
- 土曜日19:00 - 23:00（2013年6月15日）- 第11話、第12話の吹き替え版の再放送と、第13話と第14話の吹き替え版の本放送[24][25][26]
- 日曜日2:00 - 6:00（2013年6月16日）- 第11話、第12話の字幕版の再放送と、第13話と第14話の字幕版の先行放送[24][25][26][27]

## 関連番組

### リベンジ いよいよ今夜謎が!おさらい SP
リベンジ いよいよ今夜謎が!おさらい SP（リベンジ いよいよこんやなぞが!おさらい スペシャル）とは、2012年6月23日20:20 - 21:00(JST)にDlifeで放送された特別番組である。小島奈津子と前田典子が出演し、「リベンジ」シーズン1第14話までをトーク形式で振り返りながら、その魅力を伝えていた。また、「リベンジ」に出演しているエミリー・ヴァンキャンプと真田広之のインタビューも紹介していた。

### ミッツ・マングローブのごごばんトーク
BSチャンネルDlifeプレゼンツ ミッツ・マングローブのごごばんトーク ～私のリベンジ～（ビーエスチャンネルディーライフプレゼンツ ミッツ・マングローブのごごばんトーク ～わたしのリベンジ～）とは、2013年1月28日から3月8日までの月曜日から金曜日の13:45頃から5分間放送されたニッポン放送のトーク番組である。ナビゲーターは、ミッツ・マングローブで、毎回出演するゲストとともに、ゲスト自身の再起をかけた体験を紹介する番組である。その再起をかけた体験をドラマのタイトル「リベンジ」とかけており、Dlifeとのタイアップ企画の一環である。
また、2013年1月30日には、ニッポン放送内にあるイマジンスタジオで西城秀樹をゲストにした公開録音が行われた。

#### ゲスト
- 小林幸子 - 2013年1月28日から2月1日まで[29]
- 西城秀樹 - 2013年2月4日から2月8日まで[28]
- 森昌子 - 2013年2月18日から2月22日まで[30]
- 野村忠宏 - 2013年3月4日から3月8日まで[31]

### ミッツ・マングローブのオールナイトニッポンGOLD リベンジスペシャル
ミッツ・マングローブのオールナイトニッポンGOLD リベンジスペシャル（ - ゴールド - ）とは、2013年3月15日金曜日の22:00から23:50まで放送されたニッポン放送のバラエティー番組。この番組は、オールナイトニッポンGOLD オールナイトニッポン45周年特別企画」の一環でかつ、2013年3月23日にDlifeでの初放送を迎える「リベンジ シーズン2」を記念した特別番組として放送された。パーソナリティーは、ミッツ・マングローブが担当し、ゲストの岸谷香によるリベンジを果たした時の体験や、同じくゲストの芦名星による吹き替えの収録秘話などのドラマのタイトル「リベンジ」に纏わるテーマでトークが展開された。

## ラジオCM
ニッポン放送は「リベンジ シーズン2」におけるDlifeとのタイアップ企画の一環で、ミッツ・マングローブのごごばんトークとは別に2013年1月29日から2月2日まで「リベンジ」の魅力を伝えるラジオCMが放送された。該当の時間と担当は以下の通り。
| 放送日時 (いずれも日本標準時) | 担当 (いずれもニッポン放送アナウンサー) |
| ----------------------------- | --------------------------------------- |
| 2013年1月29日10:38頃          | 那須恵理子                              |
| 2013年1月30日18:27頃          | 五戸美樹                                |
| 2013年1月31日15:52頃          | 増山さやか                              |
| 2013年2月1日17:23頃           | 箱崎みどり                              |
| 2013年2月2日14:48頃           | 増田みのり                              |